# Idioma criollo santalucense
El criollo santalucense (autoglotónimo: kwéyòl) es una variante del criollo antillano hablado en el oriente del Caribe, particularmente en las islas de Dominica y Santa Lucía y en las Antillas Menores.
El nombre es una variación de la palabra criollo en francés (créole). En términos generales la lengua mezcla el léxico de la lengua francesa con la sintaxis de los idiomas africanos y sólo hasta hace poco comenzó a escribirse. En los últimos 10 años algunos talleres de ortografía se han impartido y en la actualidad un grupo multidisciplinario compuesto por expertos de la Universidad de las Indias Occidentales, la Universidad de las Antillas en Guyana, el Grupo de Estudio e Investigación del Espacio Criolloparlante (en francés, Groupe d'étude et de Recherche en Espace Créolophone, GEREC) y algunos otros movimientos locales se han dado la tarea de desarrollar todo un sistema de escritura ad hoc.
Según algunos autores (Parkvall, 1997) en 1995 unas 123 000 personas lo hablaban en la isla de Santa Lucía, y a nivel internacional el número ascendía a unos 985 000. Entre el kweyol hablado en Santa Lucía y el hablado en Dominica existe de un 97 a 99% de similitud, mientras que sólo el 10% de la población de Santa Lucía entiende el francés continental. En Santa Lucía los discursos políticos suelen ser en kweyol, y también existen periódicos, programas de radio y estaciones de televisión que utilizan el idioma. La clasificación del idioma de acuerdo a la SIL International es dom y acf y el código ISO 639-2 para el mismo son cpf.
Ethnologue registra hablantes en Panamá por la inmigración.

## Ejemplos
Ejemplos de la similitud entre el kweyol y el francés:
| Oración en español   | Oración en kweyol | Oración en francés             |
| -------------------- | ----------------- | ------------------------------ |
| Buenos días señor    | Bon jou misye     | Bonjour monsieur               |
| Buenas noches señor  | Bon swe misye     | Bon soir monsieur              |
| Hoy hace mucho calor | I byen cho jodi   | Il fait bien chaud aujourd'hui |